# Lo schiavo (romanzo)
Lo schiavo (titolo originale Der Knekht) è un romanzo di Isaac Bashevis Singer scritto in lingua yiddish nel 1962 e pubblicato in inglese nella traduzione dell'autore (in collaborazione con Cecil Hemley), per la prima volta in volume da Farrar, Straus and Giroux nel 1962 con il titolo The Slave.

## Trama
È la storia di Jacob, uno studioso di Josefov, che viene venduto come schiavo dopo la morte della moglie e di tre figli a opera dei cosacchi (1648). Nonostante la sua nuova difficile condizione, l'uomo cerca di mantenersi fedele al proprio Dio ebraico, fino a quando si innamora di Wanda, figlia gentile del proprio padrone (secondo la propria religione ebraica ortodossa non potrebbe neanche toccarla). Dopo che gli uomini del villaggio d'origine vengono a riscattarlo e torna libero a Josefov, Jacob sogna che la donna è rimasta incinta di lui e decide di tornare per sposarla. È lei però che si converte e prende il nome di Sarah, e i due si trasferiscono in un altro villaggio, Pilitz, dove lei finge di essere sordomuta per non far scoprire le proprie origini. Durante il parto la donna però muore, rivelando appena prima per il dolore di non essere muta. Con il figlio, Benjamin, Jacob si trasferirà in Palestina. Venti anni dopo, tornato a Pilitz, Jacob scopre che il cimitero non ebraico dove era stato costretto a dare sepoltura alla moglie è stato assorbito dalle nuove costruzioni, ma quando durante la visita Jacob muore e devono seppellirlo finisce che viene messo per coincidenza o per miracolo accanto alla moglie.

## Edizioni italiane
- trad. dall'inglese di Bruno Oddera, Longanesi (coll. "La gaja scienza" n. 189 e n. 234; coll. "I narratori" n. 11), Milano, 1964 ISBN 88-304-0717-8
- stessa trad. in ed. economica, TEA (coll. "TEAdue" n. 160), Milano, 1993 ISBN 88-7819-310-0